# Norddeutsches Radiomuseum
Das Norddeutsche Radiomuseum ist im Dachgeschoss des sogenannten Bördehuus Loomst im Landschaftspark von Lamstedt (Landkreis Cuxhaven) in Niedersachsen beheimatet. Hier werden in wechselnder Ausstellung von den 800 vorhandenen funktionierenden Exponaten ständig mindestens 100 ausgestellt. Die Ausstellung zeigt einen chronologischen Rundgang durch die über 90-jährige deutsche Rundfunkgeschichte.
Gegründet wurde das Museum von Wolfgang Tenschert, einem passionierten Radiosammler. Auf Grund einer schweren Erkrankung musste das Museum lange Zeit geschlossen bleiben. 

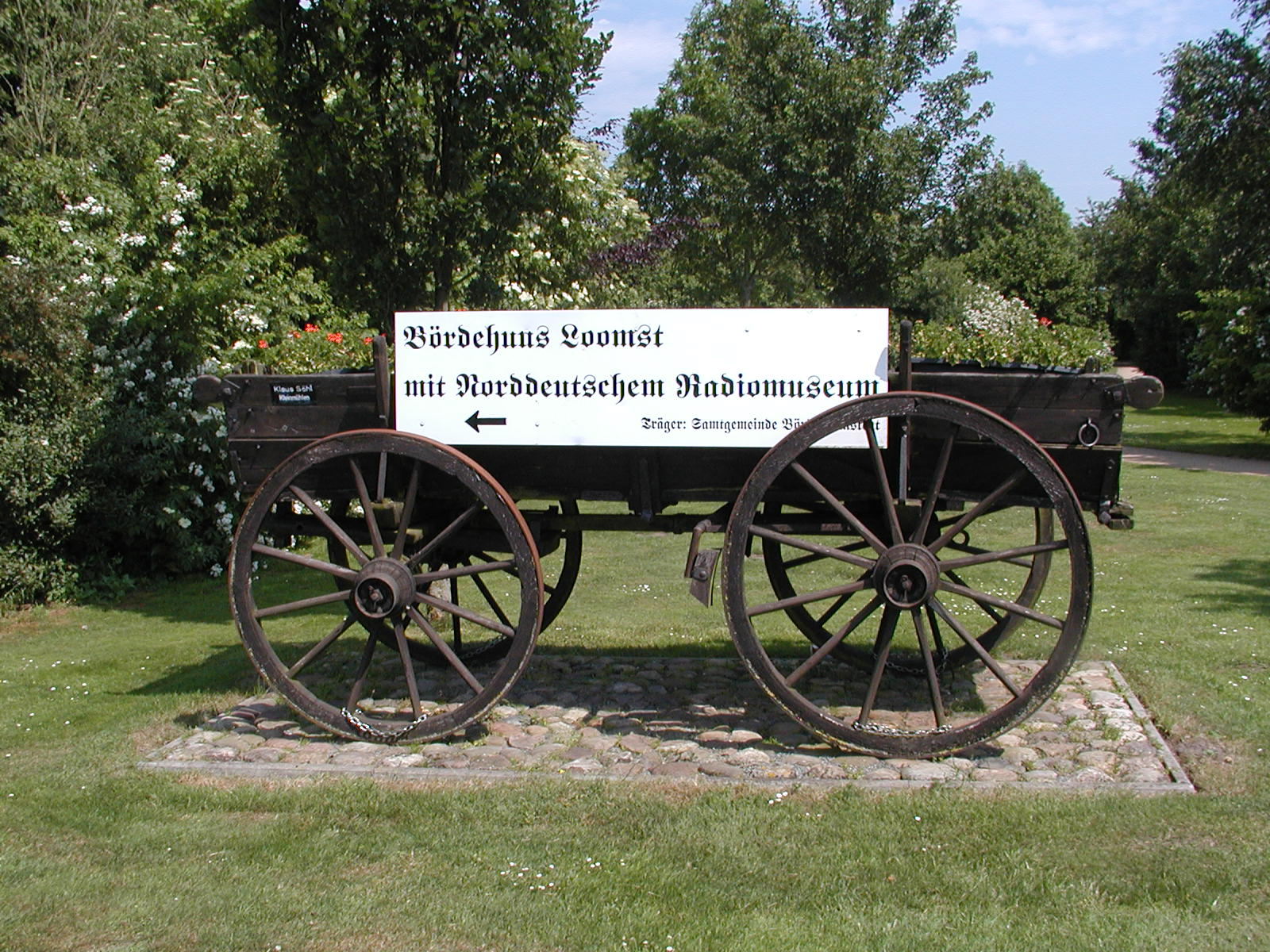
Wegweiser zum Bördehuus und dem Radiomuseum in Lamstedt

Innenansicht Radiomuseum

## Geschichte
Im Januar 1988 wurden erste Gespräche mit den Radiosammlern Wolfgang Tenschert und Siegfried Grüttner geführt, die bereits zu dieser Zeit etwa 600 Exponate besaßen. Nachdem sich die Samtgemeinde Börde Lamstedt im Frühjahr 1991 dazu entschloss, in Nindorf ein Fachhallenhaus zu kaufen, wurde dieses vorerst abgebaut und zwischengelagert. 1994 wurde schließlich der Standort Landschaftspark Lamstedt festgelegt. Im Sommer 1997 wurden Gespräche mit den ortsansässigen Vereinen geführt, da klar war, dass der Wiederaufbau des Hallenhauses nicht allein finanziert werden konnte und daher freiwillige Arbeitskräfte gesucht werden mussten. Der Grundstein wurde am 17. Dezember 1998 gelegt und das Richtfest fand am 28. April 1999 statt.
Das Radiomuseum wurde am 13. Januar 2001 im Bördehuus eingeweiht.

### Helfer
- Landjugend Hackemühlen/Wohlenbeck/Rahden/Heeßel
- Volkstanz- und Trachtengruppe Börde Lamstedt
- Freiwillige Feuerwehr Lamstedt
- Turn- und Sportverein Lamstedt
- Angelsportverein Börde Lamstedt
- Krieger- und Soldatenkameradschaft Lamstedt
- Männer- und Frauenchor Harmonie
- Landfrauenverein Börde Lamstedt
- Schützenverein Lamstedt
- DRK-Ortsgruppe Lamstedt
- Vereinigung der Selbständigen
- Rassegeflügelzuchtverein
- Kulturkreis Kunstpott
- Lamstedter Gemeinderat

Die Summe der Eigenleistungen liegt bei rund 2000 Stunden.